# Wairau-Tumult

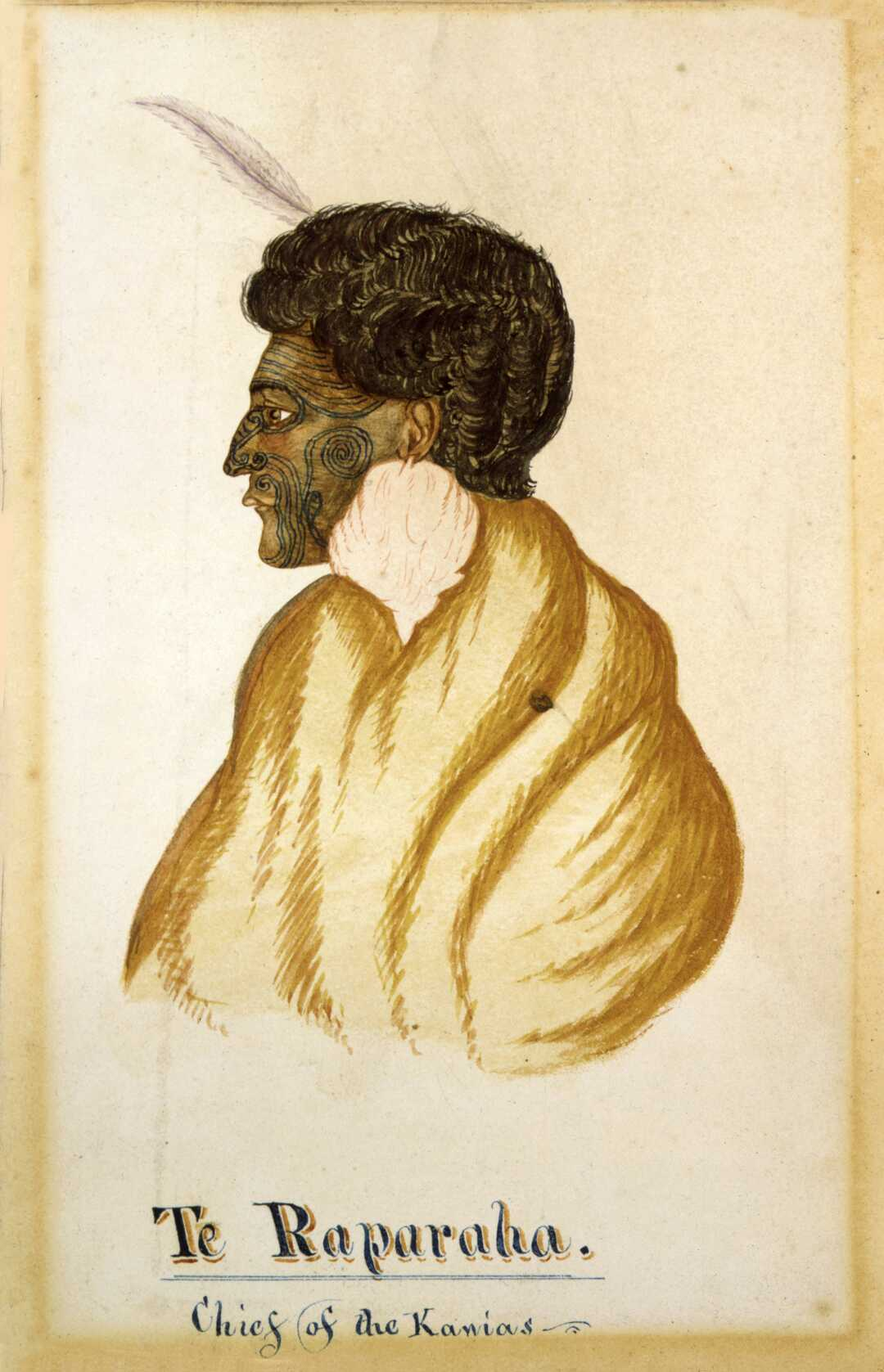
Te Rauparaha

Der Wairau-Tumult war der erste dokumentierte bewaffnete Konflikt zwischen Māori und den Pākehā, den weißen europäischen Siedlern in Neuseeland, im Rahmen der Neuseelandkriege. Er brach aus am 17. Juni 1843 10 km nördlich des heutigen Blenheim und 60 km südöstlich von Nelson entfernt im Tal des Wairau River.

## Hintergrund
Am 29. August 1838 wurde in Großbritannien die zweite New Zealand Company mit dem Ziel gegründet, die Kolonisierung Neuseelands voranzutreiben und wirtschaftlich lebensfähige Siedlungen zu gründen. Nach den Gründungen von Wellington (1840), Wanganui (1840) und New Plymouth (1841) folgte 1842 Nelson. Die Versprechungen, den Siedlern ausreichendes und qualitativ gutes Land zur Verfügung zu stellen, konnten sehr oft nicht eingehalten werden. Landkäufe wurden häufig in ausreichender Menge erst vor Ort vorgenommen, wenn die Siedler schon in Neuseeland waren. Dieses Verfahren führte zu Spannungen und Konflikten und dem Druck, Māori-Stämme zum Landverkauf zu bewegen.

## Konfrontation
Unzufriedenheit bei den Siedlern und den Druck, brauchbares Land zu beschaffen, gab es bei der Ansiedlung von Nelson schon reichlich. Arthur Wakefield und Frederick Tuckett waren sich von Anfang an in der Projektführung nicht einig. Tuckett war unzufrieden über die Arbeit seiner Leute und beurteilte weite Teile des Landes als unbrauchbar. Wakefield musste dringend weiteres Land beschaffen und gegenüber der New Zealand Company Erfolge aufweisen, auf welchem Weg auch immer. Da die Gegend um Nelson nicht genügend Land hergab, entschloss man sich zur Expedition nach Südosten, in die Wairau-Ebene. Dort traf man auf Te Rauparaha, den Führer der Ngāti Toa.
Als im Frühjahr 1843 eine hoch angesehene Maori-Frau von einem weißen Siedler brutal ermordet wurde, erwarteten Te Rauparaha und andere Maori vergebens, dass der Mörder zur Rechenschaft gezogen werde. Dies führte zu weitreichenden Spannungen. Als Wakefield zur Vermessung und Untersuchung die Wairau-Ebene betreten wollte, wurde er von Te Rauparaha ausdrücklich davor gewarnt, Untersuchungen und Landvermessungen anstellen zu lassen, da dies sein Land sei. Wakefield glaubte allerdings fälschlicherweise, Rechte an dem Land zu besitzen und ignorierte die Warnungen Te Rauparahas. Er schickte seine Leute zu Untersuchungen in die Wairau-Ebene. Te Rauparaha ließ daraufhin alle Unterkünfte der Landvermesser verbrennen und schickte sie wieder zurück nach Nelson. Wakefield seinerseits nahm diesen Vorfall als Anlass, Te Rauparaha wegen Brandstiftung festnehmen lassen zu wollen.
Angeführt von Arthur Wakefield, erreichten 50 europäische Siedler am 17. Juni 1843 die Wairau-Ebene. Sie wollten den Māori-Führer Te Rauparaha verhaften und mit den Landvermessungen fortfahren. Te Rauparaha widersetzte sich, und als ein Siedler – wie angenommen wird – aus Versehen einen Schuss auslöste, kam es zu Kampfhandlungen. Im ersten Schusswechsel starben 3 Maori-Krieger und 11 Siedler, woraufhin die Siedler ungeordnet den Rückzug antraten und sich einige, unter ihnen auch Arthur Wakefield, den Maori ergaben. Die Maori stellten jedoch fest, dass eine ihrer Stammesfrauen, die Ehefrau Te Rangihaeatas und gleichzeitig auch die Tochter Te Rauparahas, von einer Kugel tödlich getroffen worden war. Te Rangihaeata verlangte Vergeltung, welche ihm von Te Rauparaha gewährt wurde, und exekutierte die Gefangenen. Insgesamt starben vier Maori und 22 Siedler, mit ihnen Arthur Wakefield.
Diese bewaffnete Auseinandersetzung, vielfach als Wairau-Tumult oder auch als Massaker von Wairau bezeichnet, sollte als erster neuseeländischer Krieg in die Geschichtsbücher eingehen.

„Eine Streifpartei unter dem Häuptlinge Rauparaha, der nebst Rangihaiata allein noch Opposition gegen die Britten bildet, hatte die Hütte eines englischen Ansiedlers zu Wairan niedergebrannt. Sofort ward der Polizeibeamte Thompson mit 50 Soldaten zur Verhaftung Rauparaha's nach der Cloudy-Bay gesandt, wo 200 Eingeborne an einem kleinen Flusse lagerten. Den vorgezeigten Haftbefehl und Thompson's Erklärungen schienen sie nicht zu verstehen oder verstehen zu wollen, sahen vielmehr, da zufällig die Flinte eines Engländers losging, dieß als Zeichen eines Angriffs an und feuerten ihre Gewehre auf die Britten ab. In dem nun beginnenden Kampfe behielten die Eingebornen die Oberhand, und nur 18 Mann trafen in Washington, von wo die Expedition ausgegangen war, wieder ein. Die übrigen scheinen also entweder getödtet oder in die Gewalt des Feindes gefallen zu seyn. Ausdrücklich wird erwähnt, daß sowohl der Polizeibeamte als der Befehlshaber der Expedition vermißt wurden.“